# Astyanax taeniatus
Astyanax taeniatus är en fiskart som först beskrevs av Leonard Jenyns 1842.  Astyanax taeniatus ingår i släktet Astyanax och familjen Characidae. Inga underarter finns listade.